# Federico Jiménez Losantos
Federico Jorge Jiménez Losantos (Orihuela del Tremedal, Teruel, 15 de septiembre de 1951) es un periodista, publicista, escritor, locutor y empresario de los medios de comunicación español.
Desde septiembre de 2009 es director y presentador del programa radiofónico Es la mañana de Federico, de la cadena esRadio (también se emite en Libertad Digital Televisión), y columnista del diario El Mundo. Es copropietario, editor y colaborador del diario digital Libertad Digital y de la revista La Ilustración Liberal, que además dirige. 
Ferviente y abiertamente anticomunista, Jiménez Losantos es conocido por su particular estilo de hacer radio, con un marcado uso de la ironía y referencias culturales, además de por denominar con sobrenombres y motes, muchas veces ofensivos, e insultos a los diversos personajes de la actualidad política española. Esto último le ha valido algunas demandas judiciales de los aludidos.

## Biografía
Nieto de maestros, su madre era maestra de Matemáticas, mientras que su padre fue zapatero y desempeñó el cargo de alcalde de Orihuela del Tremedal.
Jiménez Losantos es el mayor de tres hermanos. A los diez años ganó una beca rural que conservó durante todos sus estudios, gracias a la cual cursó el bachillerato en el Colegio e Instituto de Enseñanza Media de San Pablo en Teruel. En este centro tuvo como profesores al cantautor, poeta y, posteriormente, político, José Antonio Labordeta, y al dramaturgo José Sanchis Sinisterra. A los dieciséis años publicó sus primeros poemas y relatos.
Estudió Filosofía y Letras en la Universidad de Zaragoza y en 1971 se trasladó para cursar la especialidad de Filología Española en la Universidad de Barcelona. Se licenció con una tesina sobre las acotaciones a los esperpentos de Valle-Inclán, dirigida por Joaquim Marco. El tribunal, presidido por José Manuel Blecua, le otorgó un sobresaliente por unanimidad.
Fue profesor agregado de Bachillerato de Lengua y Literatura Española; en el curso 1980/1981 ejercía en el Instituto Nacional de Enseñanza Media número uno de Santa Coloma de Gramanet (Barcelona), desde donde se trasladó al Instituto Nacional de Bachillerato Lope de Vega de Madrid, y en 1982 pasó a situación de excedencia.
Estudió psicoanálisis con Óscar Masotta y fue uno de los fundadores de la Biblioteca Freudiana de Barcelona, así como de la universitaria Revista de Literatura. En enero de 1978, junto con Alberto Cardín, fundó y dirigió la revista de pensamiento sobre política, filosofía, literatura y psicoanálisis Diwan, que fue considerada por el diario El País como «la revista cultural más importante, abierta y viva del momento». Ayudó a divulgar en España la obra del filósofo François Lyotard, con su edición crítica de Discurso, figura en 1979.
Ese mismo año obtuvo el I Premio de Ensayo de la editorial El Viejo Topo por su obra La cultura española y el nacionalismo. No obstante, esta editorial se negó, con posterioridad, a publicarle el libro Lo que queda de España porque, según El Viejo Topo, estaban en un proceso de restricción del número de títulos a publicar. Luego la editorial añadiría que algunos capítulos eran «impublicables».
La revista Ajoblanco, que competía en el mercado con El Viejo Topo, fue finalmente la que se encargó de publicar el libro. La obra fue presentada por Francisco Umbral y contó con el apoyo del diario El País —incluidos el apoyo de Javier Pradera y de Juan Luis Cebrián—. El libro volvería a editarse en 1995. 
Lo que queda de España criticaba al nacionalismo catalán y defendía los derechos culturales de los hispanohablantes. Esto dio inicio a una larga polémica que culminó, tiempo después, con el Manifiesto de los 2.300.

### Militancia izquierdista y antifranquista
En los últimos años del franquismo, militó en dos organizaciones clandestinas de la izquierda antifranquista: la Organización Comunista de España (Bandera Roja), de ideología maoísta, y en el Partido Socialista Unificado de Cataluña, de ideología comunista. 
Colaboró en revistas y grupos artísticos (Grupo Trama) de extrema izquierda. No obstante, fue reorientando sus posiciones a raíz de un viaje a la República Popular China en 1976, del cual sacó la impresión de que la realidad no coincidía con los valores de la ideología en la que militaba.[cita requerida]
Ya en la Transición, entró a militar en el Partido Socialista de Aragón (un partido fuera de la órbita del PSOE, perteneciente a la ya extinta Federación de Partidos Socialistas), que obtuvo un diputado (Emilio Gastón) en la Legislatura constituyente de España. 
Ante las primeras elecciones autonómicas de Cataluña, en 1980, se sopesó la presentación de una candidatura por parte de este partido, en la que Jiménez Losantos ocuparía el primer lugar. La candidatura no se presentó debido a la oposición del PSOE y del Partido Socialista de Andalucía (dirigido por Alejandro Rojas-Marcos). 
Finalmente, Jiménez Losantos se presentó como candidato por el Partido Socialista de Andalucía. Cataluña era una región que había tenido una gran inmigración andaluza. Losantos basó su discurso en la defensa de los derechos culturales y cívicos de todos los españoles inmigrantes. Según su discurso, estos no estaban bien defendidos por el PSOE-PSC ni por el PCE-PSUC. Según él, esos partidos habían desprotegido a los obreros andaluces porque estaban influidos por el nacionalismo catalán. El Partido Socialista de Andalucía obtuvo dos escaños. 
Estos parlamentarios (que eran, casi, los únicos diputados que se expresaban en castellano en el Parlamento de Cataluña)[cita requerida] se centraron en la defensa del derecho de la población castellanoparlante de Cataluña a conservar su lengua, a su juicio conculcado, sin abordar otros temas.
El hecho de haberse presentado como candidato por el Partido Socialista Andaluz lo llevó a un enfrentamiento dentro de la revista Diwan con Alberto Cardín, que defendía la independencia política de la revista. Este incidente provocó el fin de su colaboración en el diario El País y pasó a incorporarse a Diario 16 de la mano de Fernando Sánchez Dragó.
Diario 16 estaba dirigido por Pedro J. Ramírez. Esta publicación sacó el 25 de enero de 1981 el Manifiesto de los 2300, en el que se oponían a la ley de inmersión lingüística del catalán en la educación escolar.
Cuatro meses después, el 21 de mayo de 1981, fue secuestrado por la organización terrorista independentista catalana Terra Lliure (que no anunció públicamente su existencia hasta el 24 de junio). Tras recibir un disparo en una rodilla por parte de Pere Bascompte y ser abandonado en las inmediaciones de Santa Coloma de Gramanet atado a un árbol, fue liberado por la policía el mismo día. 
Después del suceso, Jiménez Losantos y otros firmantes del Manifiesto, como Amando de Miguel, Carlos Sahagún y Santiago Trancón, abandonaron Cataluña. Años después (el 31 de enero de 2007) declaró en una entrevista para la televisión (La noche de Quintero, en TVE-1), refiriéndose a los que le habían disparado: «a lo único que me negué es a que liquidaran a los que me dispararon, y eso que me lo ofrecieron».

### ABC y Antena 3
En 1982, se estableció en Madrid y pasó de colaborar en El País a hacerlo en Diario 16.
Simultaneaba esta labor con sus clases de literatura en el Instituto Lope de Vega. Formó parte del primer consejo asesor de la revista cultural Turia, fundada en 1983.
En 1986 ascendió a jefe de opinión en Diario 16 y fue columnista en Cambio 16. En 1987 fichó como columnista por ABC, diario decano de la prensa madrileña.
A principios de la década de 1990, empezó a colaborar en la cadena de radio Antena 3. Con la aparición de la televisión privada en España, comenzó a colaborar en Antena 3 Televisión, donde dirigió programas culturales como La Historia de los Judíos Españoles. Fue comentarista político del noticiario de Luis Herrero y, más tarde, de la sección Fuego Cruzado, de Informativos Telecinco.
Durante esta etapa mantuvo su columna diaria en el ABC y fue contertulio fijo en programas nocturnos de radio como Hora Cero de José Luis Balbín y, posteriormente, en La Linterna de Luis Herrero, en la COPE.

### COPE y Libertad Digital

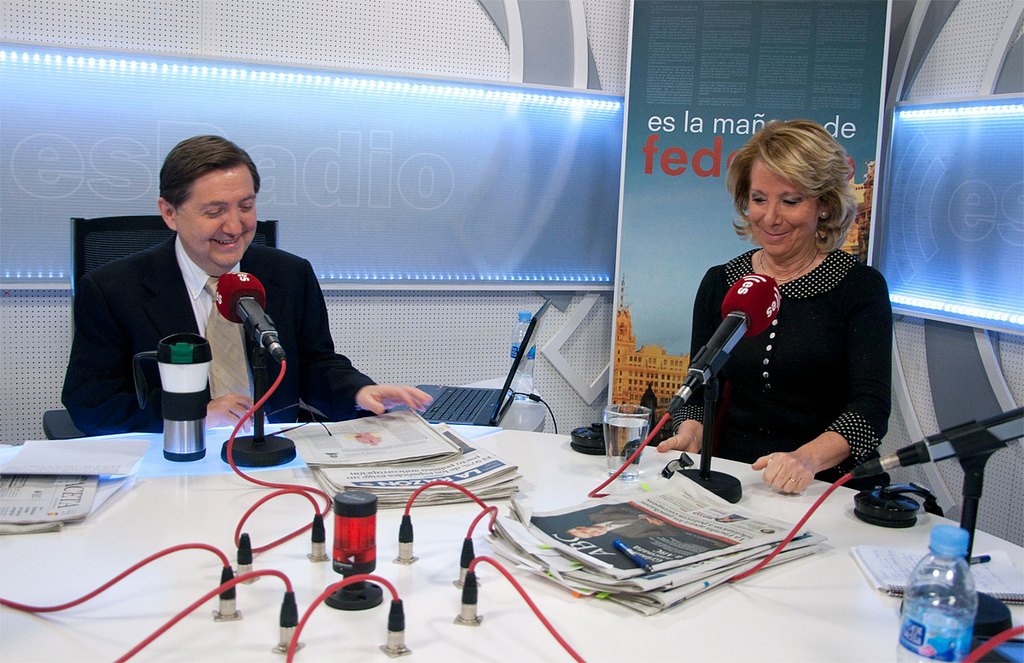
Esperanza Aguirre en una entrevista con Federico Jiménez Losantos

En 1992 se disolvió el grupo de comunicación formado por Antena 3 Radio y Antena 3 Televisión, quedando el primer medio en manos del Grupo Prisa. Esta operación fue bastante polémica. Ante ello, un grupo de periodistas, entre los que estaban José María García, Antonio Herrero, Luis Herrero y el propio Federico Jiménez Losantos, entraron en la cadena radiofónica COPE. El antenicidio (como ellos lo denominan) y las posteriores acciones ante los tribunales han marcado siempre una política editorial crítica y agresiva con el Grupo Prisa y también con los sucesivos gobiernos del PSOE.
En 1998, tras la muerte de Antonio Herrero en un accidente de buceo, Luis Herrero se hizo cargo del programa La Mañana y Jiménez Losantos quedó al frente del programa nocturno La Linterna. Tras la marcha de Luis Herrero en 2003, pasó a dirigir y presentar el matinal, programa que elevó a uno de los mayores índices de audiencia de la radio española.
Meses más tarde, Luis Herrero se presentaría a las elecciones al Parlamento Europeo dentro de las listas del Partido Popular. En 2005, Herrero se reincorporó al programa matinal de Jiménez Losantos en calidad de contertulio. 
En abril de 2009 la COPE (para algunos, obedeciendo órdenes de determinados sectores del PP que se sentían molestos con Jiménez Losantos) le propuso abandonar la presentación de La Mañana para presentar La Linterna de 10 a 12 de la noche. Jiménez Losantos no aceptó y decidió seguir su actividad radiofónica en una nueva emisora esRadio, del grupo Libertad Digital, junto con César Vidal, también recién salido de su programa de la COPE, y Luis Herrero, quien regresó a la radio tras su paso por el Parlamento Europeo.
Como complemento a su incesante actividad radiofónica, Jiménez Losantos promovió en el año 2000 la publicación de un nuevo diario exclusivamente electrónico, Libertad Digital, del que actualmente es editor. En 1999 abandonó tras una década la redacción de ABC y pasó a formar parte de la nómina de colaboradores de El Mundo, donde sigue publicando lunes, miércoles y viernes la columna «Comentarios liberales». Recíprocamente, su exdirector, Pedro J. Ramírez, ha colaborado también en sus programas radiofónicos matinales, incluido el de la COPE, como tertuliano. Desde 1998, es asimismo editor de la revista de pensamiento La Ilustración Liberal.

## Carácter e ideología
Jiménez Losantos participó en su juventud en la oposición al franquismo como militante de la organización maoísta Organización Comunista de España (Bandera Roja) durante la década de 1970. Desde el final de la Transición y a partir de los años 1980, Jiménez Losantos comenzó a definirse como liberal, en el sentido clásico del término. En el s. xxi, denunció el comunismo.  Es considerado por sus defensores una referencia para toda una nueva corriente de jóvenes liberales que se identifican con la línea editorial de Libertad Digital. Xosé Manoel Núñez Seixas le describe como un «publicista conservador».
También ha declarado públicamente su ateísmo, habiéndose criado en su infancia dentro de los valores y la sociología del catolicismo y del cristianismo, por lo que se ha calificado a sí mismo de «ateo católico».
Hasta el año 2013 mostró su simpatía hacia el partido político formado, entre otros, por la ex eurodiputada socialista Rosa Díez, llamado Unión Progreso y Democracia (UPyD), reconociendo que lo había votado y declarando:

Ahora, el partido nacional con posibilidades más renovador y con menos corsés ideológicos es UPyD. No es un partido liberal, es más bien socialdemócrata, pero salvo alguna parte del PP, como Esperanza Aguirre en Madrid o Bauzá en Baleares, que son más liberales, en el Partido Popular son conservadores y muchas veces son tan socialistas como los socialistas. Pero no hay un partido liberal y tampoco hace falta que lo haya. Yo preferiría que hubiera liberales en todos los partidos, incluyendo el PSOE.

Tras el surgimiento del partido político Vox, Losantos mostró su simpatía hacia este nuevo partido y afirmó haberle votado en las elecciones europeas de 2014. Sin embargo, tras el fracaso de Vox y a partir de entonces, se mostró afín al partido Ciudadanos tras abrirse a España con dos eurodiputados en las mismas elecciones europeas de 2014. Hasta ahora ha admitido votar a este partido en las elecciones generales de 2015 y 2016, si bien en las elecciones autonómicas y municipales de Madrid prefirió votar al Partido Popular.
De cara a los procesos electorales de 2018-2019, se mostró afín a Ciudadanos, Partido Popular y Vox en distintas cuestiones. Respecto a Ciudadanos, afirmó que, aunque haya cosas en que difieran, «es la opción menos mala de conseguir un resultado que tenga fuerza y peso en las instituciones», si bien posteriormente ha dirigido duras críticas al partido y en especial a su antiguo líder, Albert Rivera. 
Tanto gente de izquierdas como de derechas suelen encontrarse entre sus detractores. Por ello, periodistas como Luis del Olmo o Iñaki Gabilondo, o el humorista Andreu Buenafuente, expresaron su rechazo a Jiménez Losantos cuando este recibió el premio Micrófono de Oro.
Su trabajo periodístico e intelectual ha venido marcado desde sus comienzos periodísticos por su enfrentamiento radical con el comunismo, ETA, los nacionalismos periféricos, el socialismo y la izquierda en general. Fundamenta la raíz de sus reacciones críticas frente a ambos en su concepción de la defensa de la libertad individual[cita requerida] y la consideración de España como un Estado-nación garantista. El origen de su enfrentamiento con los nacionalismos está en su crítica a la legislación lingüística iniciada y desarrollada en Cataluña por los gobiernos de Jordi Pujol (CiU) con el apoyo de una muy amplia mayoría de los grupos políticos representados en el Parlamento de Cataluña. Losantos siempre ha considerado esta legislación discriminatoria para los hispanohablantes. Sus controversias con la izquierda se centran en la crítica a sus políticas intervencionistas en lo cultural y en lo económico. En la actualidad, Losantos critica la pasividad interesada ante procesos que atentan, en su opinión, contra el espíritu de la Constitución de 1978 en lo que se refiere a la igualdad de todos los españoles ante la ley. Considera esta igualdad en peligro debido a la aprobación del nuevo estatuto de autonomía de Cataluña, que hace algunas referencias a ésta como una nación dentro de España (de ahí que acuse a José Luis Rodríguez Zapatero de practicar políticas que llevan a la «reducción a cenizas del régimen constitucional de 1978»).
También se declaró en reiteradas ocasiones contrario a cualquier proceso de negociación con la banda terrorista ETA. El hecho de que el gobierno de Rodríguez Zapatero llevara a cabo una negociación con la banda, produjo un aumento de sus objeciones a su política. Según Losantos, Zapatero realizaría esta política con el fin de permanecer en el poder a base de concesiones que, si bien podrían ser populares, estarían profundamente equivocadas. La complicidad con ETA la extiende a la actual izquierda gobernante y, así, sobre el PSOE expresa: «El PSOE ha demostrado que en el gobierno puede matar, calumniar...», «Éste es el gobierno de ETA».
Es también uno de los exponentes más destacados de las teorías conspirativas en torno al atentado del 11-M que ponen en duda la instrucción judicial. Son defendidas por sus partidarios como un intento de búsqueda de la verdad. En su opinión, aunque sin aportar pruebas, el atentado «se perpetró para echar al PP del poder y cambiar de raíz la historia de España». Jiménez Losantos, durante una charla con los lectores de Libertad Digital, ante una pregunta de un participante anónimo que describía a Zapatero como «terrorista» por «legalizar a partidos terroristas para presentarse a unas elecciones» y «reunirse con ellos para hablar en secreto», manifestó que «Zapatero tiene una responsabilidad enorme y creciente en el 11-M».
Se manifiesta en favor de la independencia judicial y critica la presión realizada por el PNV a los órganos judiciales en el caso del procesamiento del lehendakari Juan José Ibarretxe. También ha denunciado que la fiscalía ha tenido una serie de actuaciones politizadas en relación con el proceso del 11-M:

Los fiscales se han convertido en agentes judiciales de ETA. (COPE, La Mañana, 26 de enero de 2007) [...] Los fiscales son los abogados de ETA. (COPE, La Mañana, 07 de febrero de 2007.)

Los sectores nacionalistas catalanes, vascos y gallegos lo acusan de una fijación con todo lo referente al nacionalismo y de sostener una postura abiertamente antinacionalista al acusar a los partidos nacionalistas de ser «cómplices de ETA», «anticonstitucionales» y «enemigos de España». Algún sector nacionalista le achaca a veces a un supuesto resentimiento por el atentado terrorista que sufrió. Ha denunciado la relación entre el partido político independentista catalán ERC y la organización terrorista catalana Terra Lliure, ya que el primero integra a varios exmiembros de la segunda, disuelta definitivamente en 1995.
Las críticas que hace Jiménez Losantos no se limitan a la izquierda o a los nacionalismos, sino a cualquiera al que «considere errado», con independencia de su formación política:

Y si los concejales asesinados fueran del PNV, no habríamos visto al demagogo rústico, al penoso extremeño, aprovechar un esperpento como el del tontaina de Bartolín para arremeter contra el partido mártir diciendo que era todo un truco para salir mucho en televisión.

Así, tras sugerir a los suscriptores del diario conservador ABC que se dieran de baja del periódico a causa de su línea editorial, se produjo un fuerte descenso en las ventas de este. El grupo Vocento, dueño de ABC, interpuso una denuncia contra el periodista y la cadena COPE por «competencia desleal» en 2006. El auto judicial dictado por un juez de lo mercantil concedió medidas cautelares contra Losantos porque según dicho auto: «La libertad de expresión no comprende el derecho a insultar, porque ni éste es un derecho ni aquélla sería una libertad.» El auto, sin precedentes al ser dictado por un juzgado de lo mercantil tratándose de un asunto relacionado con la libertad de expresión, incluye una lista a priori de adjetivos y expresiones descalificatorias que «cautelarmente» no podía seguir empleando. Sin embargo, ante el recurso interpuesto por dicho auto, la Audiencia Provincial de Madrid revocó la orden de no emplear las expresiones incluidas en la «lista negra» arriba citada. En su sentencia, la Audiencia considera que limitar lo que puede o no decir Losantos, como había fallado el Juzgado de lo Mercantil, puede constituir «una censura previa de la libertad de prensa». Además, la Audiencia estima que no puede considerarse que proferir esas expresiones constituya un acto de competencia desleal, aunque sí podrían serlo otras no incluidas en la lista en las que se invitaba abiertamente a darse de baja del diario ABC.
También son numerosas las críticas hechas a Josep Piqué, a Javier Arenas y, en ocasiones, al propio Mariano Rajoy. Con frecuencia denomina a los miembros del Partido Popular como «maricomplejines» y consideraba que los dirigentes del partido durante la IX Legislatura entre 2008 y 2011, en vez de hacer una verdadera oposición al gobierno, habían convertido al PP en el Partido P'ayudar. Con ello pretende denunciar el complejo de inferioridad que tendría la derecha española:

Rajoy ha demostrado con los hechos que el PP no ha aprendido nada de su fracaso en la tregua-trampa. La Derecha ha vuelto a demostrar que el guión de El silencio de los corderos se escribió pensando en ella. No es fácil que Rajoy admita un error, según vamos viendo. Pero es que el del debate sobre el estado de la nación es peor que un mal día y mucho más que un error. Era, es y será siempre un crimen. La eutanasia pasiva de una fuerza política no es aceptable cuando implica la eutanasia activa contra la nación. El PP no puede aceptar pasivamente que se consume el pacto ETA-PSOE pensando que más tarde o más temprano se vendrá abajo y las masas ovinas lo llamarán gimoteando al poder. En vez de venirse abajo se les puede venir encima. Y del liberticidio y el españicidio no se libra absolutamente nadie. Ni del PP ni de España.

Jiménez Losantos tiene muchos detractores, algunos de los cuales han lanzado en ocasiones ataques y descalificaciones contra él. Su programa se encuentra entre los más escuchados de la radio española, y los que compran sus libros por miles (su último libro agotó 30 000 ejemplares el mismo día que se puso a la venta).

## Demandas y condenas judiciales
El estilo agresivo del periodista le ha supuesto una larga serie de demandas y condenas judiciales a lo largo de su carrera.
Desde 2007, varias sentencias judiciales han sido falladas, a raíz de diferentes demandas interpuestas por políticos, organizaciones y periodistas, objeto de sus críticas.
El 22 de febrero de 2007 la Audiencia Provincial de Barcelona dictó una sentencia mediante la cual condenó a la cadena COPE y a Federico Jiménez Losantos a indemnizar con 60 000 euros a Esquerra Republicana de Catalunya (ERC) y a Josep-Lluís Carod-Rovira y Joan Puigcercós, presidente y secretario general respectivamente del citado partido político, por una intromisión ilegítima en el honor de estos. La sentencia, contra la que la parte condenada interpuso recurso de casación, resolvió un recurso de apelación interpuesto por los demandantes ante la desestimación de la demanda en primera instancia y se fundamentó en determinadas expresiones proferidas por Federico Jiménez Losantos en el programa La Mañana de la cadena COPE de los días 13, 14, 15 de junio y 1 de julio de 2005 contra Esquerra Republicana de Catalunya y los dirigentes del mismo antes citados:

La demandada no niega las expresiones denunciadas, que se transcriben en el escrito de demanda. No obstante esto, para una mejor claridad expositiva, es necesario indicar que después de escuchar el CD aportado, resulta que, de forma general, el periodista demandado equipara a los demandantes con la organización terrorista ETA. Califica a ERC de «el partido separatista aliado de la ETA. El que pactó en Perpiñán con la ETA que los etarras pusieran coches bomba, por ejemplo, que asesinaran a gente de toda España menos en Cataluña», «pistoleros no arrepentidos», «... y otros el tiro en la nuca». Dice: «hay mucha gente que ignora que ERC es un partido siempre violento, siempre golpista»; «un partido paranoico, parecido al fascismo»; «en Cataluña los terroristas mandan». También califica a sus miembros de «majaderos» y «mandrias».

Esta sentencia fue ratificada el 15 de diciembre de 2009 por la Audiencia de Barcelona. Posteriormente, el Tribunal Supremo la revocó, estimando el recurso de Losantos y la COPE el 4 de febrero de 2010.
El 13 de noviembre de 2008 Federico Jiménez Losantos volvió a ser condenado, en sentencia no firme, a pagar a Esquerra Republicana de Catalunya otros 60 000 euros por daños morales como resultado de la querella por injurias que este partido planteó contra el locutor por un artículo publicado en 2007 en el diario El Mundo en el que aseguraba que en todas las sedes de ERC había «armas y munición». También se obligó a El Mundo a publicar la sentencia en su edición diaria. La Audiencia Provincial de Barcelona confirmó esta sentencia en diciembre de 2009.
En febrero de 2008, Jiménez Losantos fue condenado por el Juzgado de Primera Instancia número 30 de Barcelona a pagar 3000 euros por calificar de «terrorista» al magistrado Carlos Fanlo en su libro De la noche a la mañana. El milagro de la COPE. En un capítulo de ese libro replicaba a un artículo de Fanlo de 2005 en el que se le dirigía así: «si los terroristas de Terra Lliure te hubieran disparado al corazón, nada te hubiesen lesionado porque careces de él». La sentencia consideró que las expresiones empleadas por Fanlo, fallecido el 10 de junio de 2007, «son dignas de causar ofensa y quebranto», pero también recordó que posteriormente Fanlo se disculpó. El juzgado entendió que la actuación de Losantos no estaba amparada por el derecho a la libertad de expresión y que se lesionó el honor de Fanlo. La defensa de Losantos anunció la impugnación de la sentencia.
El día 16 de junio de 2008 el Juzgado de lo Penal número 6 de Madrid condenó a Federico Jiménez Losantos a pagar 36 000 euros de multa, la mitad de lo que pedía el fiscal, como autor de un delito continuado de injurias graves vertidas contra el alcalde de Madrid, Alberto Ruiz-Gallardón. El 21 de junio de 2006, Ruiz-Gallardón había anunciado la interposición de una querella contra Losantos, al día siguiente de que este afirmara que al alcalde de Madrid le «da igual que haya 200 muertos y 1500 heridos con tal de llegar al poder». Esta expresión, realizada en el programa La Mañana, aludía a los atentados del 11 de marzo de 2004 en Madrid. Losantos reprochaba al edil su poco interés por investigar a fondo la autoría del atentado. Le calificó también de «traidor», «siniestro», «bandido», «lacayo del Gobierno» y «caradura». En mayo de 2008 tuvo lugar la primera sesión del juicio. Durante el proceso se dio la circunstancia de que algunos testigos propuestos por Jiménez Losantos, como Esperanza Aguirre, Ángel Acebes y Eduardo Zaplana, declararon en un sentido que no resultó satisfactorio para la defensa del locutor. Según la sentencia:

El querellado, por un lado imputó hechos falsos ... y, por otro, utilizó de forma reiterada insultos y descalificaciones con imputaciones gravemente ofensivas que afectan a la dignidad del querellante ... Las expresiones proferidas son tan claramente insultantes o hirientes que el ánimo específico se encuentra ínsito en ellas ... No existe duda alguna de que pretendían vejar la imagen y dignidad del querellante en forma innecesaria y gratuita y desacreditarle públicamente en su condición de Alcalde de la Villa de Madrid y de miembro del Partido Popular.

Losantos anunció que recurriría la sentencia ante la Audiencia Provincial de Madrid, que confirmó la condena en mayo de 2009.
En relación con esta sentencia, el Tribunal Europeo de Derechos Humanos amparó a Jiménez Losantos, por no protegerse su libertad de expresión, en una sentencia emitida el 14 de junio de 2016 que establece que la multa de 36 000 euros impuesta al periodista no es compatible con la libertad de expresión que garantiza el artículo 10 del Convenio. El fallo fue adoptado por seis votos contra uno, el de la juez ad hoc Blanca Lozano Cutanda, que veía proporcionada la cuantía de la multa impuesta a Losantos.
El 29 de julio de 2008 el Juzgado de Primera Instancia número 69 de Madrid lo condenó a pagar una multa de 100 000 euros, al calificar los insultos de Losantos al exdirector del diario ABC, José Antonio Zarzalejos, efectuados en diversos programas en los que colabora en la COPE durante 2006 y 2007, como «intromisión ilegítima en el derecho al honor». Fue condenado igualmente a leer íntegramente el fallo de la sentencia en su programa radiofónico La Mañana, así como a satisfacer los costes que supongan las inserciones publicitarias obligatorias del fallo que deberá publicar en los diarios El Mundo, El País y ABC.
La sentencia declaró que:

... el empleo por Don Federico Jiménez Losantos de los términos dedicados al demandante y recogidos en el fundamento de derecho tercero de esta resolución y en general los contenidos en el cuadro contenido en el hecho preliminar de la demanda, o de cualesquiera sinónimos, constituye una intromisión ilegítima en el derecho fundamental al honor de D. José-Antonio Zarzalejos Nieto.

La Audiencia Provincial de Madrid estimó el recurso de Losantos el 9 de junio de 2010, citando la sentencia del TC num. 160/2003, de 15 de septiembre:

...el derecho a la libertad de expresión comprende la crítica a la conducta del otro, aun cuando la misma sea desabrida y pueda molestar, inquietar o disgustar a quien se dirige, pues así lo requieren el pluralismo, la tolerancia y el espíritu de apertura, sin los cuales no existe una sociedad democrática.

El 2 de marzo de 2011, la Sala Primera del Tribunal Supremo confirmó que Jiménez Losantos y la cadena COPE habían vulnerado el honor del periodista de Canal Sur Tom Martín Benítez, y que por ello debían indemnizarle con 3000 euros. La sentencia confirma la condena en primera instancia por parte de un juzgado de Sevilla, por declaraciones de Jiménez Losantos en la COPE en junio de 2005, realizadas sobre la base de una noticia falsa publicada por el periódico El Mundo. Aunque esta condena en primera instancia a Jiménez Losantos y la cadena COPE fue revocada posteriormente por la Audiencia Provincial de Sevilla, el Tribunal Supremo volvió a incluir a ambos en la condena en su sentencia del 2 de marzo de 2011.
El 6 de abril de 2018 el programa de Federico Jiménez Losantos volvió a ser sancionado por resolución de la Comisión Nacional de los Mercados y la Competencia por una cantidad de 17 000 euros por un delito de "incitación al odio".
En mayo de 2019 fue condenado, por la Audiencia Provincial de Madrid a pagar 10 000 euros a Carolina Bescansa por un delito de "intromisión ilegítima al honor", tras insultar a ésta y a su hijo de pocos meses, tras una polémica porque la política de Podemos acudió con su bebé a una sesión del Congreso. La sentencia fue apelada al Tribunal Supremo, que volvió a condenar a Losantos, si bien rebajó la cuantía de la indemnización a la mitad (5000 euros).
Así mismo, en septiembre de 2019 Losantos fue condenado a pagar una indemnización de 3000 euros a Irene Montero por un delito de "intromisión ilegítima y lesión en el derecho al honor" que el locutor de radio habría cometido al atacar a la política en su programa de radio. En marzo de 2020 la Audiencia Provincial de Madrid anuló esta condena. En mayo de 2021 el Tribunal Supremo desestimó un recurso presentado por Irente Montero, argumentando que "las expresiones cuestionadas están amparadas por la libertad de expresión ya que iban dirigidas a un personaje público" y, "por más hiriente que pueda resultar a la demandante y por más descarnados que sean los términos utilizados, está amparada por la libertad de expresión".

## Estilo periodístico
El estilo radiofónico de Jiménez Losantos se caracteriza por el uso espontáneo y discursivo del lenguaje, colmado de sátira, ironía y crítica. Hace uso extensivo también de silencios, ritornellos, vocativos y preguntas retóricas. Su formación humanística le permite combinar los giros castizos y las expresiones populares (como refranes) con otras procedentes de un registro culto e ilustrado (como citas literarias clásicas).
No obstante, lo que más caracteriza al estilo de Jiménez Losantos es su utilización, con relativa frecuencia, de expresiones, apodos y afirmaciones de gran dureza. Jiménez Losantos ha sido condenado en cuatro procesos judiciales por vulneración del derecho al honor y en otros dos procesos (en sentencias no firmes) por un delito de injurias. En ocasiones, utiliza apodos despectivos para referirse a los personajes de actualidad y hace afirmaciones que han provocado que se tenga que enfrentar a diversas querellas interpuestas contra él. Algunas de sus afirmaciones y expresiones han sido calificadas como «ofensivas y difamatorias» y de «injurias y descalificaciones».
Su producción de apodos y motes es tan vasta que un grupo de usuarios anónimos decidieron crear un sitio web donde los irían recopilando. Lo bautizaron La Federicopedia (federicopedia.com), que ellos mismos definen como «una enciclopedia ilustrada del universo Federico Jiménez Losantos». Con datos de enero de 2024, el personaje público más rebautizado por el periodista era el exvicepresidente del Gobierno español Pablo Iglesias, con 35 motes distintos, seguido del expresidente Mariano Rajoy, con 22.

## Obra
Federico Jiménez Losantos ha compaginado a lo largo de buena parte de su carrera el periodismo con la publicación de ensayos de marcado carácter político.
En 1979 Ajoblanco —revista rival de El Viejo Topo, publicación esta última que se había negado a publicar los ensayos de Jiménez Losantos— publicó Lo que queda de España, obra donde el autor criticó la renuncia a la idea de España por parte de la izquierda política.
Tras establecerse en Madrid publicó sendas antologías comentadas sobre los ensayos y los discursos de Manuel Azaña, presidente de la Segunda República, del que fue gran admirador hasta la lectura de los libros de Pío Moa sobre ese período.
Después de diez años de sequía literaria publicó La dictadura silenciosa, un celebrado ensayo sobre la caída de los regímenes del Este de Europa y una nueva advertencia sobre lo que él denominó entonces los «mecanismos totalitarios en la democracia española», centrándolos en los nacionalismos vasco y catalán.
En la década de 1990 publicó colecciones de artículos extraídos de sus colaboraciones en ABC, la revista Época y el diario El Mundo. En 1994 ganó el premio Espejo de España, concedido por la editorial Planeta, por el ensayo biográfico La última salida de Manuel Azaña.
En 2004 publicó el primer libro de chat con los lectores del diario Libertad Digital bajo el título Federico responde.
En 2006 publicó De la noche a la mañana. El milagro de la COPE, en parte ensayo político en parte libro de memorias acerca de sus últimos ocho años en la cadena COPE, desde que falleció Antonio Herrero (el anterior director de La Mañana), y que le han acabado convirtiendo en el periodista más polémico, y uno de los más influyentes de la España actual.
En línea con la tradición de la obra ensayística y los estudios comparativos de tendencia política, en 2018 Jiménez Losantos publicó Memoria del comunismo en la que analiza esta ideología desde su nacimiento en el siglo XIX hasta su posterior aplicación práctica en el mundo. En noviembre de 2020, Jiménez Losantos publicó La vuelta del Comunismo donde analiza temas de actualidad política y social. 

### Poesía
- Diván de Albarracín (ISBN 84-85762-07-X) Madrid: Trieste, octubre de 1982.
- Poesía perdida (1969-1999) (ISBN 84-8191-396-0) Valencia: Pre-Textos, mayo de 2001.
- La otra vida. Haikus de la nieve, del agua, de la luz y de la niebla. Temas de Hoy: Barcelona, 2009.

### Ensayo
- Lo que queda de España, artículos (ISBN 978-84-85663-00-2) Barcelona, junio de 1979; reimpresión y ampliación en: (ISBN 84-7880-538-9) Madrid, mayo de 1995; (ISBN 978-84-8460-716-8), Madrid, 2008.
- Contra el felipismo, artículos (ISBN 84-7880-338-6) Madrid, diciembre de 1993.
- La última salida de Manuel Azaña (ISBN 84-08-01121-9) Barcelona, mayo de 1994.
- La dictadura silenciosa (ISBN 84-7880-610-5) Madrid, enero de 1996.
- Crónicas del acabóse, artículos (ISBN 84-7880-653-9) Madrid, mayo de 1996.
- Los nuestros: cien vidas en la historia de España (ISBN 84-08-03304-2) Barcelona, mayo de 2000.
- Con Aznar y contra Aznar: artículos y ensayos 1983-2002 (ISBN 84-9734-081-7) Madrid, noviembre de 2002.
- El adiós de Aznar, artículos (ISBN 84-08-05094-X) Barcelona, febrero de 2004.
- Federico responde: los chats de Libertad Digital (ISBN 84-9734-224-0) Madrid, septiembre de 2004.
- España y libertad, artículos (ISBN 84-270-3249-8), Madrid, abril de 2006.
- De la noche a la mañana, memorias (ISBN 84-9734-549-5), Madrid, octubre de 2006.
- La ciudad que fue: Barcelona, años 70, memorias (ISBN 978-84-8460-642-0), Madrid, 2007.
- Más España y más libertad, artículos (ISBN 978-84-8460-642-0), Madrid, 2008.
- con César Vidal: Historia de España. De los primeros pobladores a los Reyes Católicos (ISBN 978-84-08-08211-8), Barcelona, 2009.
- con César Vidal: Historia de España II. De Juana la Loca a la Primera República (ISBN 978-8-40808-897-4) Barcelona, 2009,
- con César Vidal: Historia de España III. De la Restauración a la guerra civil (ISBN 978-8-40809-459-3) Barcelona, 2010.
- El linchamiento, memorias (ISBN 978-84-9970-092-2) Madrid, 2011.
- con César Vidal: Historia de España IV. Historia del franquismo (ISBN 978-84-08-10716-3) Barcelona, 2012.
- Los años perdidos de Mariano Rajoy (ISBN 978-84-9060-574-5) Madrid, 2015.
- Memoria del comunismo. De Lenin a Podemos (ISBN 978-84-9164-178-0) Madrid, 2018.
- Barcelona, la ciudad que fue. La libertad y la cultura que el nacionalismo destruyó (ISBN 978-84-9164-576-4) Madrid, 2019.
- La vuelta del comunismo (ISBN 978-84-670-6031-7), Madrid, noviembre 2020.
- El retorno de la Derecha (ISBN 978-84-670-6513-8), Madrid, mayo 2023.

## Premios
Ha recibido el Premio Continente de periodismo, el Premio González Ruano en 1993, el Premio Espejo de España en 1994, el Micrófono de Plata[cita requerida] en 2000, el Micrófono de Oro en 2007 en la categoría de radio y el Premio Juan de Mariana en 2020.